# Grönländische Badmintonmeisterschaft 2024
Die Grönländische Badmintonmeisterschaft 2024 fand vom 25. bis zum 30. März 2024 in Ilulissat statt.

## Sieger und Platzierte
| Disziplin    | Gold                                       | Silber                                       | Bronze                               |
| ------------ | ------------------------------------------ | -------------------------------------------- | ------------------------------------ |
| Herreneinzel | Toke Ketwa Driefer                         | Jens Frederik Nielsen                        | Karl Jakob Thomassen                 |
| Herreneinzel | Toke Ketwa Driefer                         | Jens Frederik Nielsen                        | Nuka Mark Nielsen                    |
| Dameneinzel  | Emilie Sørensen                            | Tina Amassen Rafaelsen                       | Cecilia Josefsen                     |
| Dameneinzel  | Emilie Sørensen                            | Tina Amassen Rafaelsen                       | Julia Thomsen                        |
| Herrendoppel | Jens Frederik Nielsen Maluk Christoffersen | Toke Ketwa Driefer Sebastian Reimer Bendtsen | Karl Jakob Thomassen Bent Andreassen |
| Herrendoppel | Jens Frederik Nielsen Maluk Christoffersen | Toke Ketwa Driefer Sebastian Reimer Bendtsen | Henrik Jensen Michael Kleist         |
| Damendoppel  | Tina Amassen Rafaelsen Cecilia Josefsen    | Thrune Amassen Rafaelsen Emilie Sørensen     | Sandra Bro Julia Thomsen             |
| Damendoppel  | Tina Amassen Rafaelsen Cecilia Josefsen    | Thrune Amassen Rafaelsen Emilie Sørensen     | Malene Geisler Anna Arleth           |
| Mixed        | Maluk Christoffersen Emilie Sørensen       | Jens Frederik Nielsen Tina Amassen Rafaelsen | Nikki E. Nathansen Julia Thomsen     |
| Mixed        | Maluk Christoffersen Emilie Sørensen       | Jens Frederik Nielsen Tina Amassen Rafaelsen | Henrik Jensen Cecilia Josefsen       |